# Alexander Pope
Alexander Pope (London, 21. svibnja 1688. – Twickenham, (danas London), 30. svibnja 1744.), engleski književnik.
Jedan od najboljih satiričnih pjesnika osamnaestoga stoljeća. Aforistična vrijednost njegova do savršenstva dotjerana stiha uvelike je pridonijela širenju prosvjetiteljsko-klasicističkih načela u engleskoj i svjetskoj književnosti.